# Sérgio Arouca
Antônio Sérgio da Silva Arouca (Ribeirão Preto, 20 de agosto de 1941 — Rio de Janeiro, 2 de agosto de 2003) foi um médico sanitarista e político brasileiro. Foi um dos sanitaristas de maior influência no Brasil, como Frederico Simões Barbosa, Mario Testa e Jairnilson Paim
Como médico, como parlamentar ou como militante partidário, Arouca procurou debater e apresentar propostas associadas, predominantemente em questões das áreas da saúde e da ciência e tecnologia. 
Faleceu aos 61 anos, de câncer no intestino.

## Atuação na medicina
Sérgio Arouca formou-se pela Faculdade de Medicina de Ribeirão Preto da Universidade de São Paulo (USP), em 1966. Como consultor da Organização Pan-Americana da Saúde (OPAS), atuou em vários países, como México, Colômbia, Honduras, Costa Rica, Peru e Cuba.
Professor concursado da Escola Nacional de Saúde Pública (ENSP) da Fiocruz, Arouca lecionou alguns anos, até ser convidado para trabalhar com o governo sandinista da Nicarágua. Nesse período, teve início sua ligação com o sistema de saúde cubano, que assessorou tanto na formação de recursos humanos quanto no desenvolvimento de programas assistenciais. Voltou ao Brasil em 1982, quando foi eleito chefe do Departamento de Planejamento da ENSP.
Em 1985 foi nomeado presidente da Fiocruz e, durante sua gestão, a instituição recuperou o prestígio no campo da pesquisa científica e do desenvolvimento tecnológico, tornando-se uma instituição de ponta na formulação e discussão da política de saúde. Integrou a Comissão Nacional da Reforma Sanitária - CNRS, coordenada por José Alberto Hermógenes, secretário-geral do Ministério da Saúde, e integrada por outras personalidades como Hésio Cordeiro (presidente do INAMPS), João Yunes e Saraiva Felipe . A CNRS foi constituída por recomendação da 8ª Conferência Nacional de Saúde (8ª CNS), tendo a comissão elaborado o texto-base do capítulo da Saúde da Constituição Federal de 1988, que criou o Sistema Único de Saúde – SUS.
Na 8ª CNS, proferiu o discurso "democracia é saúde", como conferencista único na conferência homônima .
Como presidente da Fiocruz, foi o responsável pela reintegração dos dez cientistas cassados pela ditadura militar. Ocupou a presidência da instituição até abril de 1988, quando exonerou-se, a pedido, para concorrer como vice-presidente da República na chapa do PCB, com Roberto Freire.
Aberto ao diálogo, colocou em pauta temas considerados novos no fim do século XX, entre os quais a biossegurança e o fenômeno da violência como uma epidemia mundial. Também discutiu questões ligadas à gestão da saúde pública, como a recusa à comercialização do sangue e a defesa do serviço e do servidor público.
Por toda a sua produção científica e a liderança conquistada na construção do Sistema Único de Saúde (SUS), Arouca virou uma referência mundial. Seu livro O Dilema Preventivista: contribuição e crítica da Medicina Preventiva é considerado um dos textos fundadores do movimento sanitário brasileiro, já que aborda as contradições da proposta americana de formação médica com foco na mudança de comportamento através da Medicina Preventiva, sem mudar a estrutura de produção na saúde. 

## Atuação política
Além de sua atuação como médico sanitarista, Arouca participou da vida política brasileira. Foi militante do Partido Comunista Brasileiro (PCB), no qual lutou pelo acesso universal à saúde e pelas reformas de base. Fez parte do grupo liquidacionista do PCB junto a Roberto Freire e fundou o Partido Popular Socialista (PPS), nos anos 90.
Atuava na esquerda, mas negava-se a exercer uma oposição inflexível. Talvez, por isso, não tenha sido uma unanimidade, embora fosse respeitado e admirado no âmbito político.
Concorreu como vice-presidente da República na chapa do PCB, com Roberto Freire, em 1989. Foi, ainda, candidato a vice-prefeito do Rio de Janeiro, na chapa de Benedita da Silva, em 1992. Em 1996, foi candidato a prefeito, com o slogan "Vai dar Arouca no Rio", terminando em 5º lugar, atrás dos candidatos Luiz Paulo Conde (PFL), Sérgio Cabral Filho (PSDB), Chico Alencar (PT) e Miro Teixeira (PDT).
Arouca foi deputado federal por oito anos, e ocupou diversos cargos em comissões de saúde, ciência e tecnologia, sempre na defesa da modernidade e interesse do trabalhador. Também foi secretário de Saúde do Município do Rio de Janeiro, no ano de 2001. Após desentendimentos com o prefeito César Maia, acabou exonerado por e-mail. Era um dos candidatos a Ministro da Saúde no primeiro Governo Lula (2003-2006).
Foi o coordenador do programa de saúde de Ciro Gomes (PPS) na eleição para presidência da República, em 2002 e, em janeiro de 2003, assumiu a Secretaria de Gestão Participativa do Ministério da Saúde, sendo nomeado para a coordenação-geral da 12ª Conferência Nacional de Saúde e o representante do Brasil na Organização Mundial de Saúde (OMS).